# Грушанка зеленоцвіта
Грушанка зеленоцвіта (Pyrola chlorantha) — вид трав'янистих рослин родини вересові (Ericaceae), поширений у помірних областях Євразії та Північної Америки. Етимологія: грец. χλοροϛ — «зелений», грец. ανϑοϛ — «квітка».

## Опис
Багаторічна трав'яниста рослина, висотою від 10 до 25, рідше до 30 сантиметрів. Кореневище довге, струнке, розгалужене. Стебло голе, зазвичай червонувате. Утворює базальну листову розетку. Листя на 2–5 см ніжці, зимівне, округле, глянсове, темно-зелене з легкими жилками, з закругленими зубчиками, мають довжину від 1.5–2.5 см.
Суцвіття підняті, як правило, під 10-квіткові китиці, квіти обвислі. Віночок широко дзвоноподібний, жовто-зеленуватий, 8–12 мм довжиною; пелюстків 5. Чашечка складається з 5 трикутних часток. Тичинок 10. Плід — 5-клапанна обвисла коробочка. 2n = 46.
Квітує з червня по серпень.

## Поширення
Європа: Естонія, Латвія, Російська Федерація, Україна, Австрія, Бельгія, Чехія, Німеччина, Угорщина, Польща, Швейцарія, Данія, Фінляндія, Норвегія, Швеція, Болгарія, колишня Югославія, Греція, Італія, Румунія, Франція; Азія: Монголія, Внутрішня Монголія (Китай), Сибір, Туреччина, Грузія; Північна Америка: Канада, Сен-П'єр і Мікелон, США. 
Населяє від вологих до сухих хвойні та листяні ліси; 10–3700 м.
В Україні зростає в соснових, значно рідше в змішаних і широколистяних лісах. Спорадично в Прикарпатті, Розточчі, на Поліссі, в Лісостепу; досить рідко в Гірському Криму (середній і верхній пояси Головної гряди).

## Галерея

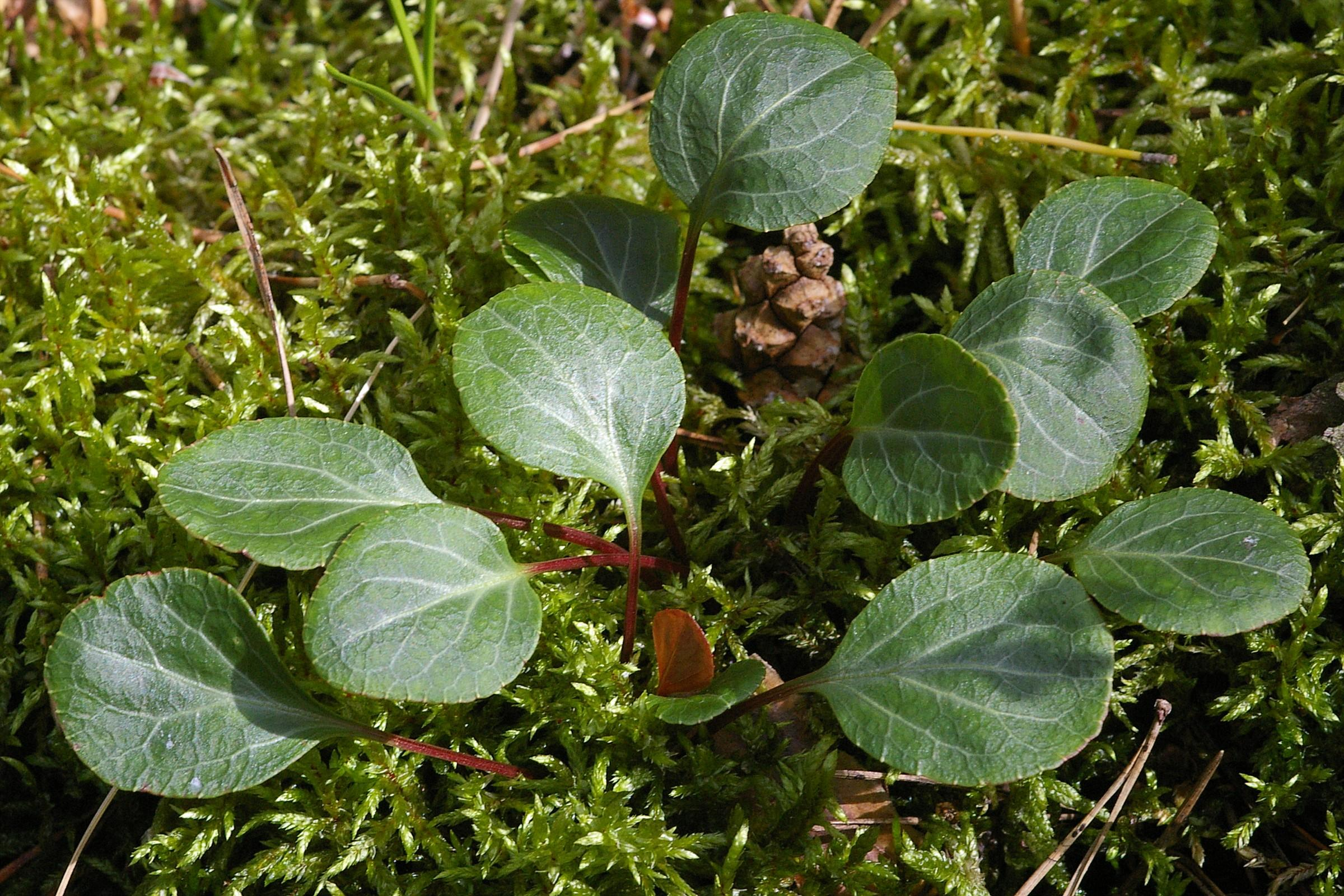
листя
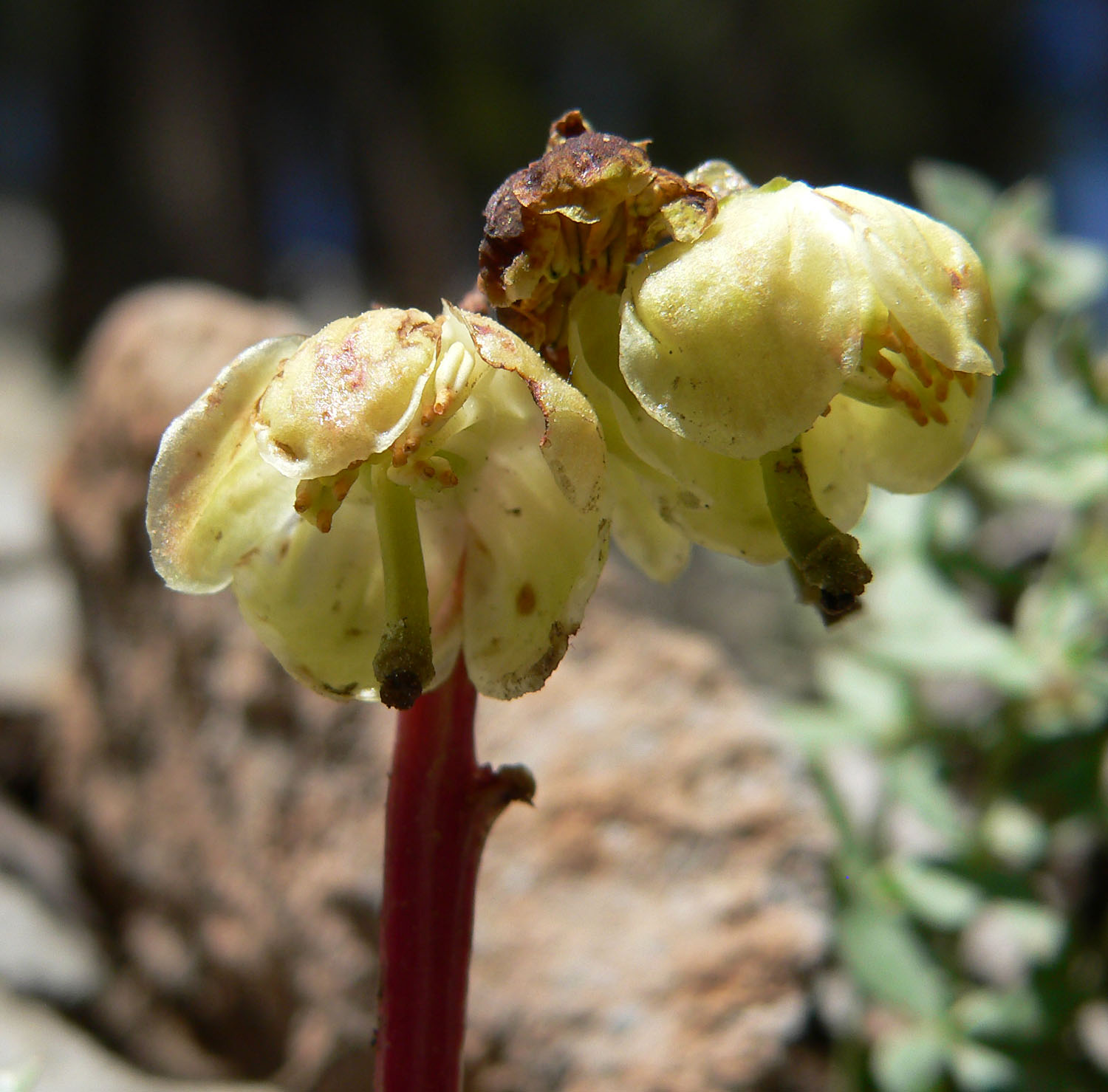
квіти
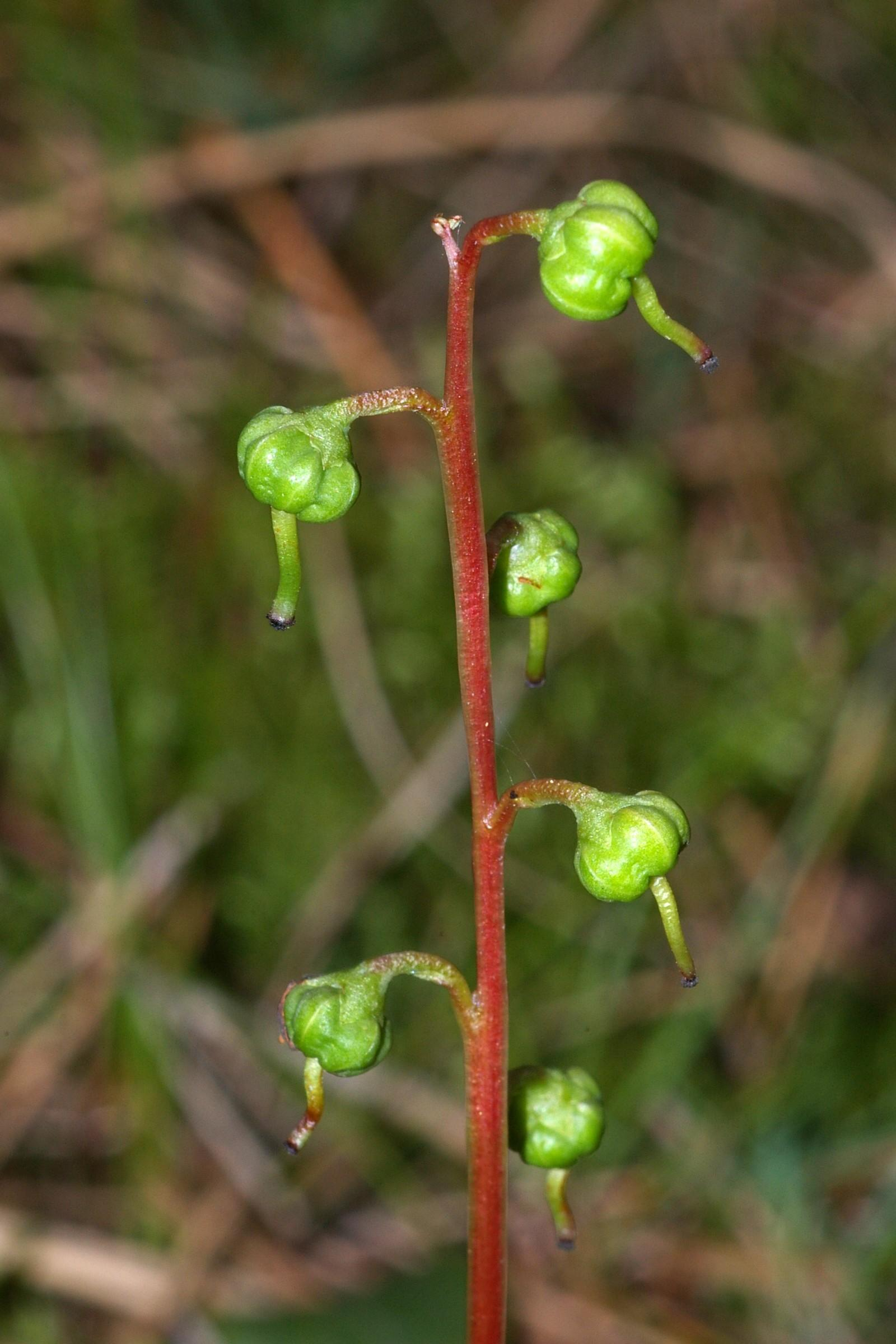
плоди